# 2018年の大韓民国
2018年の大韓民国 （2018ねんのだいかんみんこく）では、2018年（檀紀4351年）の大韓民国に関する出来事について記述する。

## 国家元首等
- 大統領
  - 第19代: 文在寅 （2017年5月10日 - 2022年5月9日）
- 国務総理
  - 第45代: 李洛淵 （2017年5月31日 - 2020年1月14日）

## できごと

### 1月
- 1月2日 - 趙明均統一部長官、南北当局者の高官級会談を9日に板門店で開催するよう北朝鮮側に提案[1]。
- 1月4日
  - 大韓民国国家情報院からの収賄容疑で崔炅煥前国務総理権限代行（副首相に相当）を逮捕[2]。
  - 文在寅大統領、米トランプ大統領と電話会談。2月の平昌五輪期間中に米韓合同軍事演習を行わないことで合意[3]。
- 1月20日
  - 平昌オリンピックの女子アイスホッケーで南北合同チームの結成が決定[4]。
  - ソウル特別市鍾路区の旅館で火災が発生し、7人が死亡、3人が負傷[5]。
- 1月24日 - 鄭現（チョン・ヒョン）がテニスの全豪オープンで韓国人初のグランドスラムでのベスト4進出[6]（従来の最高は李亨澤（イ・ヒョンテク）のベスト16[7]）。
- 1月26日 - 慶尚南道密陽市の病院で火災が発生、37人が死亡、約140人が負傷（密陽世宗病院火災参照）[8]。

### 2月
- 2月9日-25日 - 第23回オリンピック冬季競技大会（平昌オリンピック）、江原道平昌などで開催。

### 3月
- 3月9日-18日 - 第12回冬季パラリンピック（平昌パラリンピック）、江原道平昌などで開催。
- 3月9日 - 俳優のチョ・ミンギの自殺と見られる訃報が報じられた[9]。

### 4月
- 4月6日 - 大韓民国第18代大統領朴槿恵が、長年の友人崔順実と共謀し、収賄罪等に問われた第一審判決がソウル中央地裁で下された。
  - 結果は「罰金180億ウォンと、懲役24年」。
- 4月27日 - 第3回南北首脳会談を行う。金正恩朝鮮労働党委員長との会談のあと、「板門店宣言」を発表[10]。

### 5月
- 5月4日 - 第54回世界卓球選手権団体戦の女子準決勝で南北合同チームが結成され、韓国から田志希（チョン・ジヒ）、梁夏銀（ヤン・ハウン）、北朝鮮からキム・ソンイが出場[11]。
- 5月26日（現地日付） - MLB・テキサス・レンジャーズの秋信守（チュ・シンス）が通算176本塁打に到達し、松井秀喜の持つアジア人記録を更新[12]。
- 5月27日 - 北朝鮮の板門店で南北首脳会談を開催[13]。

### 6月
- 6月11日 - 月城原子力発電所で冷却材漏出事故が発生[14]。
- 6月13日
  - 統一地方選挙で、文在寅政権の与党・共に民主党が全国17か所の広域自治体の首長（広域団体長）選挙のうち14か所で勝利するなどして圧勝した[15]。共に民主党は仁川市長選、京畿道知事選で自由韓国党所属の現職を大差で破るなど、首都圏、全羅道、忠清道、江原道の広域団体長選で全勝したのみならず、1990年の三党合同（朝鮮語版）による民主自由党の結成以降、民主自由党とその後継政党である歴代の保守政党（民主自由党→新韓国党→ハンナラ党→セヌリ党→自由韓国党）の強固な地盤で、1995年の地方自治制度導入以降、一度も民主党系政党の公認候補が勝利したことがなかった慶尚道地域でも、釜山市長選、蔚山市長選、慶尚南道知事選[16]で自由韓国党候補を大差で破って圧勝した。釜山市と蔚山市では現職を破り、自由韓国党代表の洪準杓が2017年4月まで知事を務めていた慶尚南道でも元職を破った。
  - 国会議員補欠選挙でも、共に民主党は12選挙区のうち候補者を擁立した11選挙区で全勝した[17]。
- 6月18日 - 6月13日の選挙の結果を受け、文在寅大統領が「地域主義の政治、分裂の政治構図の中で既得権を守っていくような政治も続けることができなくなった」「私が政治に参加した最も大きな理由の一つについて目標を達成したと言える」「新しい政治を用意した国民に改めて感謝申し上げる」と述べた[18]。

### 7月
- 7月23日 - 正義党の魯会燦（ノ・フェチャン）議員が飛び降り自殺[19]。

### 8月
- 8月18日 - 2018年アジア競技大会の開会式で南北合同チーム（コリア）が一緒に入場行進した[20]。
- 8月20日 - 南北離散家族の再会事業が2015年以来2年10ヶ月ぶりに実施[21]。

### 9月
- 9月18日 - 北朝鮮の平壌で南北首脳会談を開催[22]。

### 10月
- 10月5日 - 同年3月に収賄、職権乱用、横領、脱税などの汚職容疑で逮捕されていた李明博第17代大統領に懲役15年、罰金130億ウォンの判決が言い渡された[23]。
- 10月14日 - ソウル江西区ネットカフェ殺人事件が発生。
- 10月30日 - 新日本製鐵に対し韓国人4人へ1人あたり1億ウォンの損害賠償を命じる判決

### 11月
- 11月9日
  - ソウル特別市鍾路区の考試院 (宿泊施設)で火災が発生し、7人が死亡、11人が負傷（ko:종로 고시원 화재を参照）[24]。
  - 文在寅大統領が金東兗経済副首相兼企画財政相と張夏成（朝鮮語版）大統領府政策室長の2人を更迭[25]。
- 11月13日 - 仁川中学生墜落死事件が発生。

### 12月
- 12月13日～16日 - ITTFワールドツアーグランドファイナルが仁川で開催され、男子ダブルスでは李尚洙（イ・サンス）・鄭榮植（チョン・ヨンシク）ペアが優勝
- 12月20日 - 韓国海軍レーダー照射問題が勃発。

## 死去
- 3月9日 - チョ・ミンギ、俳優（1965年 -）[9]
- 6月23日 - 金鍾泌、元国務総理（1926年 -）
- 7月23日 - 崔仁勲、小説家（1936年 -）
- 7月23日 - 魯会燦、国会議員（1956年 -）[19]
- 10月11日 - 李敏慧、女子自転車競技選手（1985年 -）